# Jean-Hubert Cupper
 (janvier 2022).
Si vous disposez d'ouvrages ou d'articles de référence ou si vous connaissez des sites web de qualité traitant du thème abordé ici, merci de compléter l'article en donnant les références utiles à sa vérifiabilité et en les liant à la section « Notes et références ».
Jean-Hubert Cupper, né à Aix-la-Chapelle (Allemagne) le 5 octobre 1855 et décédé en 1935 (?) à Cortenbergh (Belgique), est un architecte belge particulièrement actif dans la province de Luxembourg. 

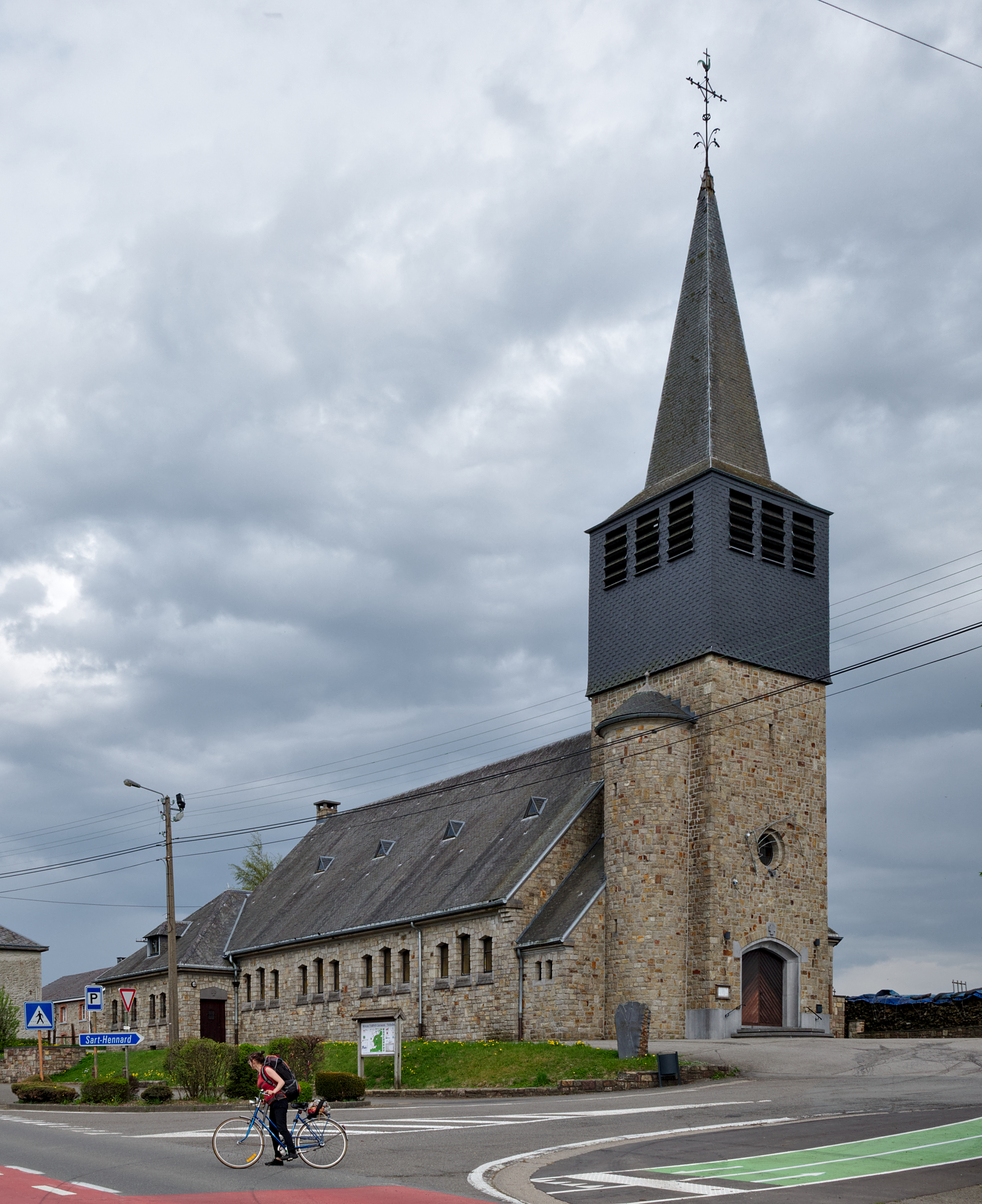
L'église Saint-Antoine, à Petit-Thier (réalisation de J.H.Cupper

## Biographie
Né à Aix-la-Chapelle, alors dans l’empire prussien, Jean-Hubert Cupper est installé en Belgique (à Bastogne) depuis 1875 et obtient la naturalisation belge en 1883.
Cupper passe toute sa carrière dans la province de Luxembourg et est particulièrement actif dans la construction d’églises et dans l’aménagement de leur mobilier intérieur. 
Ainsi :  
- À Assenois : le maitre-autel de l’église Saint-Quirin.
- A Boeur (1907) et Nadrin : les nouvelles églises avec leur presbytère.
- A Petit-Thier, Sterpenich (1900), Moinet (1902) et Sainlez: les nouvelles églises.
- A Bourcy, Habay-la-Neuve, Ortho et Sibret: l’ameublement de l’église (avec sacristie à Sibret).
- A Rachamps, Witry, Jupille, Michamps (1889), Villers-la-Bonne-Eau (1892) et Bourcy (1907-1911) : restauration, agrandissement ou reconstruction de l’église.
- A Bougnimont : la chapelle Saint-Monon et son ameublement.
- Des salles d’œuvres ou école paroissiale à Engreux, Rachamps et Habay-la-Neuve.

Après avoir longtemps résidé à Bastogne Jean-Hubert Cupper s’installe à Cortenbergh entre Bruxelles et Louvain (en 1924) où il meurt sans doute en 1935. Depuis 1892 il était également membre correspondant de la commission royale des monuments.